# Rubí Monserrat
Rubí Monserrat (7 de septiembre de 1936 - 16 de agosto de 2023) fue una actriz argentina.

## Biografía
Su trayectoria artística incluye teatro, televisión y cine. Estaba afiliada al sindicato Asociación Argentina de Actores desde 1975.
Es de destacar su papel en «La Casa de Bernarda Alba», bajo la dirección de Alejandra Boero, compartiendo escenario con María Rosa Gallo, María Luisa Robledo, Elena Tasisto, Juana Hidalgo, Estela Molly, Graciela Araujo, Alicia Bellán, Hilda Suárez, Lilián Riera y Alicia Berdaxagar. Formó parte del elenco del Teatro de la Universidad Nacional de La Plata, protagonizando junto a Norman Briski la obra «El pan de la locura».
En 1981 participó de los Especiales de ATC, Canal 7.

## Filmografía
- 1980, Rosa de lejos
- 1983, Cara a cara
- 1981, Los Especiales de ATC
- 2017, Ta-Te-Tí